# The Aggressives
The Aggressives es un documental estadounidense de 2005 dirigido por Daniel Peddle. Relata la historia de seis personas que, aunque se les asignó el sexo femenino al nacer, se presentan o identifican como masculinos. Una secuela del filme, titulada Beyond the Aggressives: 25 Years Later, fue estrenada en el año 2023 y retoma las historias de algunos de los protagonistas.

## Sinopsis
El filme presenta la historia de seis mujeres «casi imposibles de etiquetar», pues se identifican como masculinos, pero no transgénero. Por lo tanto, se definen como «agresivas». Una de las entrevistadas, afirma: «Soy una agresiva. No estoy tratando de ser un hombre. No quiero ser un hombre». El director Daniel Peddle las conoció en 1999 y documentó su vida durante un periodo de cinco años.
En el libro Queer Times, Black Futures (2019), la académica Kara Keeling ofrece un análisis en profundidad de The Aggressives, situando el documental dentro de debates más amplios sobre la temporalidad queer negra, la performatividad de género y las políticas de visibilidad. Keeling destaca cómo la película documenta vidas e identidades que desafían las clasificaciones normativas de género y sexualidad, en particular a través de su enfoque en individuos que se identifican como «agresivos» o «AG», un término moldeado por contextos culturales, raciales y carcelarios y que no es fácil de contener dentro de categorías LGBT dominantes como lesbiana o transgénero.

## Recepción
El filme fue buen recibido por la crítica especializada. En Rotten Tomatoes tiene una aprobación del 92% y es considerado como «un documental pionero rodado en Nueva York entre 1997 y 2004» que «explora los sueños, secretos y miedos más profundos de "las agresivas", así como sus espacios sociales [...] En última instancia, la película se centra en la humanidad de los sujetos, al tiempo que intenta desentrañar los términos en evolución en torno a la definición de género».
Elizabeth Weitzman de New York Daily News declaró: «En una película que aborda controvertidos temas sexuales, raciales y de clase, la observación más audaz es la más básica: que todos tenemos derecho a definir nuestras propias realidades, y a vivir cómodamente dentro de ellas». Para Ned Martel de The New York Times, se trata de «un documental innovador y bien logrado que retrata a un grupo específico de mujeres lesbianas en Nueva York».
Para Melissa Anderson de Village Voice «The Aggressives es más que un estudio sobre el performance, ya que Peddle incluye abundante material sobre las dificultades de la vida real». La reseña de Kyle Smith para New York Post fue menos entusiasta, pues consideró el filme como «una colección suelta de entrevistas sobre los sentimientos y las historias de sus protagonistas».